# Demo 01
Demo 01 – czwarty minialbum południowokoreańskiej grupy Pentagon, wydany 6 września 2017 roku przez Cube Entertainment. Płytę promował singiel „Like This”.

## Lista utworów
| CD | CD                                                | CD                                  | CD                    | CD                          | CD      |
| Nr | Tytuł utworu                                      | Tekst                               | Kompozycja            | Aranżacja                   | Długość |
| -- | ------------------------------------------------- | ----------------------------------- | --------------------- | --------------------------- | ------- |
| 1. | „Like This”                                       | Hui, E'Dawn, Yuto, Wooseok          | Flow Blow, Hui        | Flow Blow                   | 3:47    |
| 2. | „It's Over”                                       | Kino, E'Dawn, Wooseok               | Kino                  | Ferdy, Kino                 | 3:49    |
| 3. | „One More Night” (kor. 오늘까지만)                | Ferdy, Jinho, E'Dawn, Yuto, Wooseok | Ferdy, Jinho          | Ferdy                       | 3:36    |
| 4. | „Get That Drink” (kor. 멋있게랩), (wyk. rap unit) | E'Dawn, Yuto, Wooseok               | E'Dawn, Yuto, Wooseok | E'Dawn                      | 2:54    |
| 5. | „When I Was in Love” (kor. 설렘이라는건)          | Hui, E'Dawn, Yuto, Wooseok          | Hui                   | Son Young-jin, Kang Dong-ha | 3:40    |

## Notowania
| Lista                        | Pozycja |
| ---------------------------- | ------- |
| South Korean Albums (Circle) | 8       |

## Sprzedaż
| Kraj             | Sprzedaż |
| ---------------- | -------- |
| Korea Południowa | 13 875+  |